# Орлик (Казахстан)
О́рлик (каз. Өрлік) — село у складі Індерського району Атирауської області Казахстану. Адміністративний центр та єдиний населений пункт Орликівського сільського округу.
Населення — 2505 осіб (2021; 2741 у 2009, 2598 у 1999, 1983 у 1989).